# Огарков, Фёдор Васильевич
Фёдор Васильевич Огарков (21 мая [2 июня] 1866, Усмань, Тамбовская губерния — 18 марта 1933) — заводчик, городской Голова г. Усмань. Брат писателя В. В. Огаркова.

## Биография
Родился в г. Усмань (ныне Усманского района Липецкой области), в купеческой семье. 

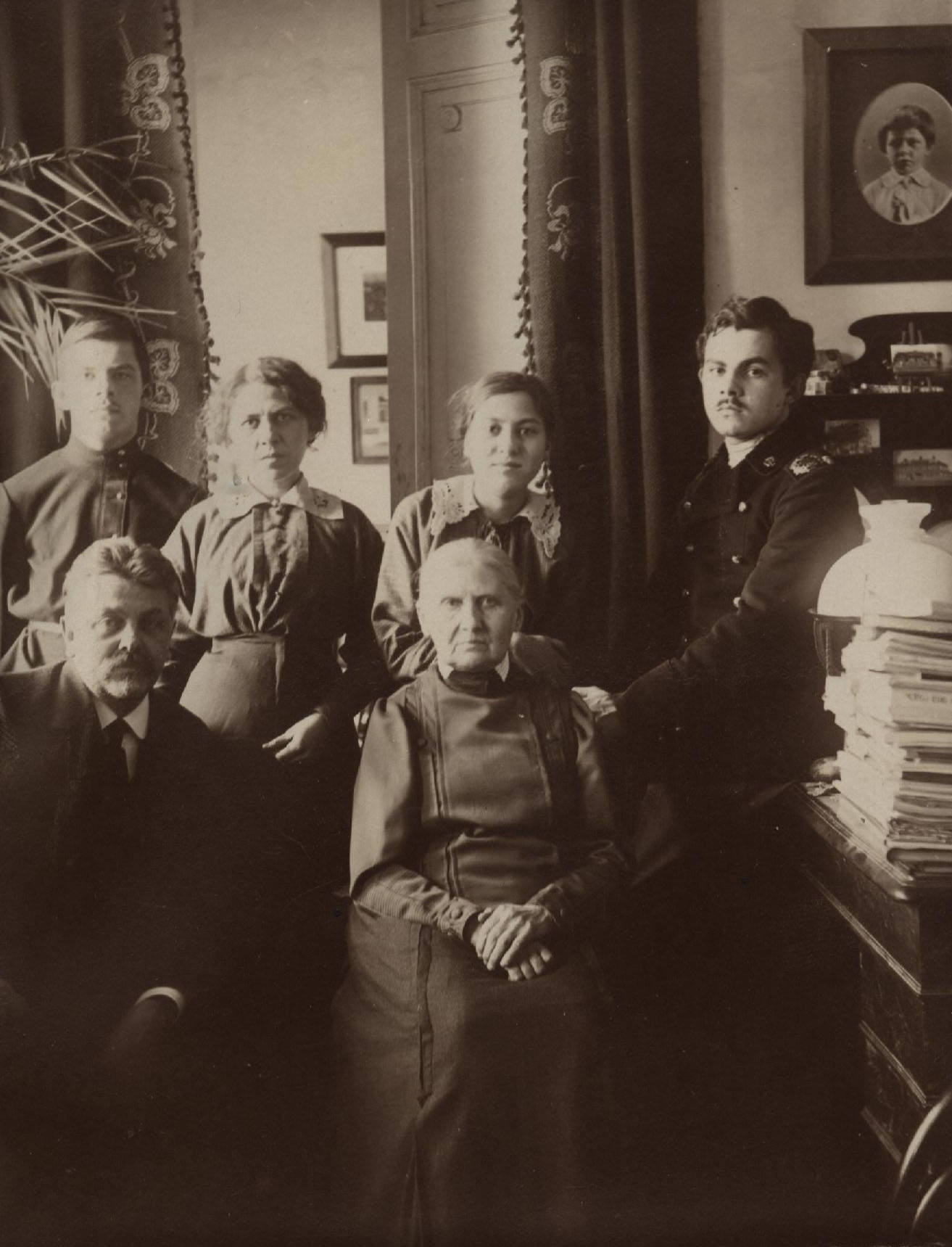
Слева на право: Огарков А. Ф., Ростовцева Е. Ф., Карчевская (Огаркова) О. Ф., Огарков В. Ф., внизу — Огарков Ф. В. и Ростовцева (Безрукова) Н. Н. /Усмань/

Начальное образование получил в Усманском уездном училище (1877—1879). В 1885 г. окончил Воронежское реальное училище. В этом же году поступил в Горный институт в Петербурге, но в 1889 г. поступил вольноопределяющимся на военную службу (122-й пехотный Тамбовский полк). Получил чин прапорщика. Во время службы преподавал в солдатской школе (1889). В дальнейшем поступал в «Петровскую академию» (ныне Московский техн. институт), откуда был отчислен за «неблагонадежность» в 1890 г.
Участвовал в открытии в 1891 г. Усманской публичной библиотеки, основанной на пожертвовании книг из личной библиотеки купца И. В. Федотова — член Комитета библиотеки. Занимался организацией Комитета народных чтений и книжной торговли при библиотеке (1892—1906), оборудованием читальни (1896), устройством лекции. В 1892 г. был привлечен к судебной ответственности за устройство народных чтений и раздачу литературы во время заведования 16 столовыми для голодающих в уезде. Член Петербургского Комитета грамотности, при Вольном экономическом обществе.
Городской Голова г. Усмани с мая 1899 по 15.04.1918 г. 

 «Нельзя не приветствовать господ гласных за их выбор в городские главы Ф. В. Огаркова, так как более лучшего вряд ли они могли сделать. Ф. В. Огарков хотя сравнительно недавно работает у нас на поприще общественного служения, но уже много успел сделать полезного нашему, а вместе с тем и своему, родному городу на почве просвещения и общественной благотворительности». — [«Тамбовские ведомости» №29, 1899 г.]
Идейно поддерживал партию кадетов. Во время избирательной кампании во II Государственную думу Ф. В. Огарков был отстранен от должности. Постановлением Тамбовского губернского по городским делам присутствия 18 ноября 1906 г. (Д. 6430 Об устранении от должности Усманского городского головы Ф. В. Огаркова за «антиправительственные высказывания»).

 Причиной отстранения послужил рапорт уездного исправника, в котором он подчеркнул, что «городской Голова — отставной прапорщик Ф. В. Огарков вел агитацию для проведения в Государственную думу кадетов, благодаря чему от Усмани в выборщики попал кадет Сукочев».— История Тамбовского края середины XIX - начала XX веков.
Но усманская городская дума приняла решение ходатайствовать о допущении Огаркова к исполнению обязанностей. Летом 1907 г. ходатайство было удовлетворено (14 голосами против 7), и Огарков руководил Усманской думой до 1917 г.
Член Уездного Земского Собрания (представитель от г. Усмани, 1913). Гласный Уездного Земского Собрания (от 2-го избирательного собрания, 1914).
Председатель попечительского совета женской прогимназии. Член отделения Епархиального училищного совета. Председатель правления Городского общества взаимного от огня страхования. Председатель совета Усмановской Охотниковской богадельни с приютом (1912). Председатель совета Городской «Сукачева-Иванова» богадельни. Председатель Сиротского суда. Входил в товарищество Городского Общественного Банка (1895—1898). Председатель правления Городской Общественной публичной библиотеки с читальней. Организатор городского Общественного комитета помощи русским воинам (1914), сбора средств для фронта и организации в Усмани лазаретов для раненых. В конце июля 1915 г. был образован Усманский уездный земско-городской объединенный военно-промышленный комитет (ВПК). Председателем избрали М. М. Охотникова — председателя Усманской земской управы, его товарищем (то есть заместителем) стал Ф. В. Огарков.
В 1917 г. лидер представителей усманской кадетской партии (организатор активной пропаганды на выборах в Учредительное собрание в ноябре 1917 г.).
С 1 января 1919 г. по май 1922 г. состоял членом Библиотечного Совета Пролетарской центральной публичной библиотеки в должности председателя.
С 1918—1920 гг. — в должности делопроизводителя Общегражданского Кооператива. 1920—1922 гг. — управляющий делами Едино-Рабоче-Крестьянского Потребительского общества Пролетарского района г. Мытищи.
За время пребывания на посту Городского Головы (на период до 9.03. 1913 г.):
Замощены впервые некоторые улицы города (Большая, часть Земской, Елецкая и часть Базарной).
Устроена бойня и организован ветеринарный надзор (городская ветеринарная организация) и амбулатория.
Организована городская медицинская помощь (во главе с думским врачом).
Преобразован IV класс женской прогимназии в VIII класс гимназии, с 7-ю параллельными классами.
Открыто 3-е начальное училище. 

Члены Городской управы г. Усмани, в центре Юстов А. И., Огарков Ф. В., Матцев Н. Г.

Выстроен школьный дом на Никольской площади.
Введено всеобщее начальное обучение.
Открыто мужское реальное училище.
Выстроено здание для реального училища.
Организована правильная посадка леса (сначала 50 дес. в год, а теперь 80 дес.)
Расширено помещение библиотеки и увеличено ей пособие.
Построен и организован детский приют под названием «Детский Дом» и бесплатная столовая.
Расширено помещение Сукочева-Иванова богадельни.
Приобретены у А. Г. Сукочева сальня (салотопня, воскобойня, овцебойня и пр.).
Расширено здание женской гимназии.
Устроено керосинокалильное освещение по городу.
Устроена водокачка (с паровым двигателем).
Устроены колодцы (простые и абиссинские) в разных пунктах города.
Устроен музей школьных пособий и книжная торговля.
Устроены торговые ряды против Собора.
В Усмани проживал — Прогонная ул. (Советская, № 22, флигель — № 20) соб. д. После революции дом был конфискован и в нем разместился военкомат. Во флигеле с 1918 г. временно размещалась редакция «Усманской газеты».
Умер в 1933 г. в г. Мытищи.

### Семья
Дед — Федор Михайлович Огарков (1794—1871), купец второй гильдии.
Построил тюремный замок (1834) и сдавал его правительству города в аренду, в 1861 г. устроил при тюрьме Федоровскую домовую церковь (в честь Святого Феодора Стратилата). Бабушка — игуменья Покровского девичьего монастыря, Зинаида Огаркова (1813—1888, погребена на кладбище при монастыре).
Отец — Огарков Василий Федорович (1830—1910), купец второй гильдии (торговал кожей). Имел небольшой кожевенный завод (около 30 рабочих), впоследствии Усманский кожевенный завод «Энергия» исполнительного комитета Усманского уездного Совета РК и КД образованный в [1916-1917 гг.] (в его состав вошли бывшие заводы Файнберга Д. Х. и наследников Огаркова В. Ф.). С 1894 г. при кожевенном заводе некоторое время существовала школа, где преподавала К. В. Огаркова, дочь владельца завода. Школа была под бдительным надзором полиции, вскоре закрывшей её. С 1865 г. В. Ф. Огарков входил в товарищество Городского Общественного (майора Н. Н. Снежкова) Банка. Почетный мировой судья Усманского уездного съезда мировых судей. Член Уездной земской управы.
Мать — Винокурова Аграфена (Агрипина) Алексеевна (?-1924). Заведовала детским приютом (1914—1916). Кроме Федора в семье Огарковых было ещё три сына (Александр, Василий и Павел) и три дочери (Наталия, Мария и Клавдия).
Жена — Елизавета Фёдоровна (урожд. Ростовцева), (1875—1959) — выпускница Мариинской женской гимназии. Попечительница 2-го женского городского приходского училища (1914). Заведующая Пролетарской районной детской библиотекой г. Мытищи, затем библиотечный Инструктор (1920).
Дети:

Слева направо: Дети Ф. Огаркова — Василий и Александр. Усадьба Егоровка.

- Василий (1896—1919) — студент СПб технологического института. Выпускник Константиновского артиллерийского училища. Участник Первой мировой войны.Жетон «Усманский Городской Голова»

Жетон «Усманский Городской Голова»

- Александр (1899—1941) — художник, счетовод Вятской конторы Сахаротреста. 22 июня 1926 г. принят на должность заведующего кожевенными заводами Промкомбината (заводы бывшего Файнберга Д. Х. и Огаркова В. Ф.). С 1939 г. работал в издательстве наркомзема «Агроплакат», изготовление наглядных пособий по сельскому хозяйству. В июле 1941 г. уходит в народное ополчение.

- Георгий (1904—1913).

Жетон «Усманский член город.управы»

- Ольга Огаркова (Карчевская) (1901—1994) — выпускница Усманской женской гимназии (с золотой медалью). В 1926 г. работала кассиром в Правлении Московского Союза Крестьянских молочных Товариществ. В 1937 г. работала в мастерской бригадиром-инструктором бригады «художественной вышивки». В 1950-е г. школьный библиотекарь.

## Награды
- Медаль Красного Креста «В память русско-японской войны 1904—1905 гг.».
- Орден (вручен за заслуги перед обществом).